# Pseudoramularia ruwenzoriensis
Pseudoramularia ruwenzoriensis är en svampart som beskrevs av Matsush. 1983. Pseudoramularia ruwenzoriensis ingår i släktet Pseudoramularia, divisionen sporsäcksvampar och riket svampar.   Inga underarter finns listade i Catalogue of Life.